# Aventurile lui Robin Hood (film din 1938)

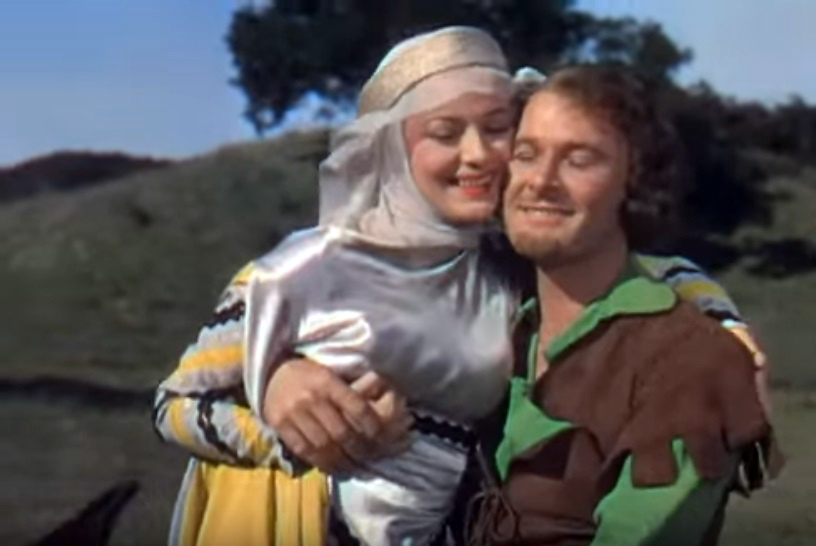
Olivia de Havilland și Errol Flynn într-o scenă din film

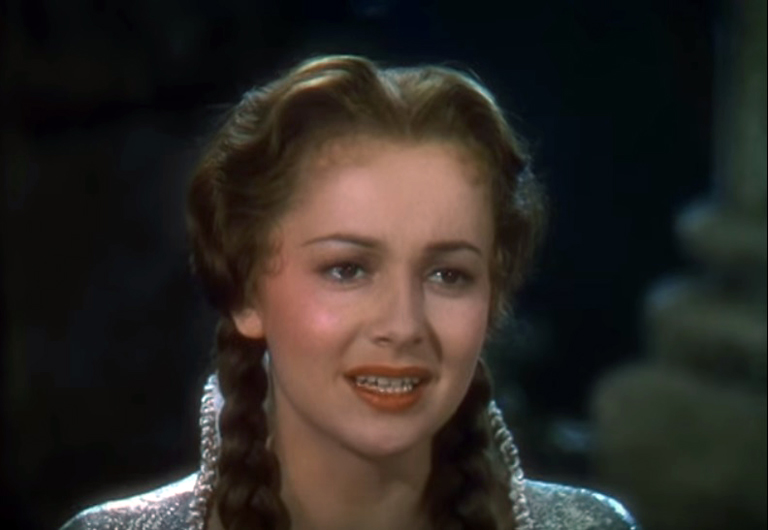
Olivia de Havilland într-o scenă din film

Aventurile lui Robin Hood (titlul original: în engleză The Adventures of Robin Hood) este un film de aventuri american în culori, realizat în 1938 de regizorii Michael Curtiz și William Keighley, scenariul fiind inspirat după legenda lui Robin Hood.
Protagoniștii filmului sunt cuplul mitic al epocii Errol Flynn și Olivia de Havilland.

## Conținut
Richard Inimă de Leu (Ian Hunter), regele Angliei, este luat în captivitate în 1191 de către Leopold V, Ducele Austriei, în timp ce se întorcea din Țara Sfântă. Fratele furios al lui Richard, Prințul John (Claude Rains), uzurpează tronul și continuă să-i asuprească pe saxoni, mărind impozitele pentru a-și asigura poziția.
Numai nobilul saxon Sir Robin de Locksley (Errol Flynn) se opune lui. Robin câștigă un adept loial atunci când îl salvează pe Much, fiul lui Miller (Herbert Mundin) de la a fi arestat pentru braconaj de către Sir Guy de Gisbourne (Basil Rathbone). La castelul lui Gisbourne, Robin le spune cu îndrăzneală Prințului John și aliaților săi normanzi, precum și pe disprețuitoarei doamne Marian Fitzwalter (Olivia de Havilland), că va face tot ce-i stă în putință pentru a-l aduce pe Richard înapoi pe tron. Robin scapă, în ciuda încercărilor oamenilor lui John de a-l opri.
Robin, Much și prietenul lor Will Scarlet (Patric Knowles) se refugiază în pădurea Sherwood și îl recrutează pe Little John (Alan Hale, Sr.), în timp ce alți bărbați se alătură grupului lor în creștere, printre care și "Friar Tuck" (Eugene Pallette), un spadasin.
Etichetați drept proscriși, Robin îi leagă pe bărbați cu un jurământ: să lupte pentru o Anglie liberă până la întoarcerea lui Richard, să jefuiască pe bogați și să dea săracilor și să trateze toate femeile cu curtoazie, fie că sunt "bogate sau sărace, normande sau saxone". Robin și oamenii săi încep un război de gherilă împotriva Prințului John, ucigând în mod sistematic colectorii de taxe ai prințului și orice nobil normand sau om-înarmat care abuzează de puterea lor.
Robin și oamenii săi prind o mare parte a normanzilor care transportă bani de pe impozitele uriașe asupra saxonilor. Printre "oaspeții" lui Robin se numără Sir Guy de Gisbourne, șeriful laș de Nottingham (Melville Cooper) și Lady Marian. Disperată din cauza lui Robin la început, Marian începe să-i accepte bunele intenții și să vadă realitatea brutalității normanzilor. Robin îi permite lui Sir Guy și șerifului umilit să părăsească Sherwood, spunându-le să-i mulțumească doamnei Marian pentru că au fost cruțați.
Șeriful pune la cale un plan viclean pentru capturarea lui Robin anunțând un turneu de tir având ca premiu o săgeată de aur care va fi oferită de doamna Marian. Totul merge așa cum a fost planificat: Robin câștigă premiul și este luat prizonier și este condamnat la spânzurătoare.
Marian îi ajută pe oamenii lui Robin să-l salveze și mai târziu escaladează un zid înalt pentru a-i mulțumi. Cei doi își fac jurăminte de dragoste unul celuilalt, dar Marian refuză să plece cu el, crezând că îl poate ajuta cel mai bine dacă rămâne ca spion pentru oamenii din Sherwood.
Regele Richard și câțiva cavaleri de încredere s-au întors în Anglia, deghizați ca niște călugări. La un han de pe marginea drumului, Episcopul Canoanelor Negre (Montagu Love) îi descoperă și îi avertizează pe prințul John și pe Gisbourne. Dickon Malbete (Harry Cording), un fost cavaler degradat, are misiunea de a-l prinde de Richard în schimbul restabilirii rangului său și a primirii conacului său și a averii lui Robin.
Marian aude de acest complot și-i scrie o notă lui Robin, dar Sir Guy o prinde și o arestează, urmând a fi judecată și executată. Confidenta lui Marian, Bess (Una O'Connor), îl trimite pe Much să-l avertizeze pe Robin. Pe drum, se întâlnește cu Dickon pe care-l ucide, dar este rănit.
În timp ce Richard și oamenii săi trec prin pădurea Sherwood ei sunt opriți de Robin și de oamenii săi. Richard îl asigură pe Robin că călătorește în numele regelui; când este întrebat dacă el îl sprijină pe Richard, regele incognito îi răspunde: "Nu-mi place nimeni mai mult". El acceptă invitația lui Robin de a lua masa cu oamenii lui din Sherwood și Robin îl mustră pe rege pentru ca el trebuia să  rămână în Anglia decât să lupte în țări străine.
Will îl descoperă pe rănitul Much, care îi spune lui Robin despre pericolul în care se află Marian și că Richard este acum în Anglia. Robin începe o căutare amănunțită pentru a-l găsi pe Richard și să-i fie adus în fața sa în siguranță. Acum, sigur de loialitatea lor, Richard își dezvăluie identitatea. 
Robin intenționează să se strecoare în Castelul din Nottingham. El îl obligă pe Episcopul Canoanelor Negre să-i lase și pe oamenii săi, deghizați ca călugări, în anturajul său pentru încoronarea lui John. În sala cea mare, Richard se dezvăluie nobililor adunați și izbucnește o luptă imensă. Robin și Sir Guy se angajează într-o luptă prelungită cu sabia, care se termină cu moartea lui Gisbourne. Robin o eliberează pe Marian din celula ei de închisoare, iar oamenii prințul John, învins acum, își aruncă sulițele, scuturile și steagurile.
Richard îl exilează pe John și pe urmașii săi pentru tot restul vieții lor și-i iartă pe proscriși. Îl numește pe Robin Hood baron de Locksley și earl de Sherwood și Nottingham, și poruncește că Robin să se căsătorească cu doamna Marian. Acum, cu Marian alături de el, de-a lungul sălii mari, Robin răspunde cu entuziasm: - "Pot să mă supun tuturor poruncilor cu aceeași plăcere, Sire!"

## Distribuție
- Errol Flynn – Robin de Locksley alias Robin Hood
- Olivia de Havilland – Lady Marian
- Basil Rathbone – Sir Guy de Gisbourne
- Claude Rains – Prințul John
- Patric Knowles – Will Scarlett
- Eugene Pallette – fratele Tuck
- Alan Hale – Little John („Micul John”)
- Herbert Mundin – Much („Blaise”)
- Melville Cooper – Șeriful de Nottingham
- Ian Hunter – regele Richard Inimă de Leu
- Una O'Connor – Bess („Betty”), servitoarea lui Lady Marian
- Montagu Love – Episcopul de Black Canons
- Harry Cording – Dickon Malbete
- Ivan F. Simpson – proprietarul tavernei Kent Road
- Robert Warwick – Sir Geoffrey
- Leonard Willey – Sir Essex
- Colin Kenny – Sir Baldwin
- Robert Noble – Sir Ralf
- Kenneth Hunter – Sir Mortimer
- Lester Matthews – Sir Ivor
- Howard Hill – Owen le Gallois, rivalul lui Robin la turnir

unii dintre actorii neacreditați :
- Charles Bennett – un negustor ambulant la turnir
- Lionel Belmore – hangiul Humility Prim, proprietarul tavernei Saracens Head (Căpetenia Sarazinilor)
- Frank Hagney – un om sub arme
- Crauford Kent – Sir Norbett
- Leonard Mudie – mesager al regelui
- Reginald Sheffield –  Herald în turnir

## Premii și nominalizări
Premiile Oscar 1939
- cele mai bune decoruri: Carl Jules Weyl
- cel mai bun montaj: Ralph Dawson
- cea mai bună coloană sonoră: Erich Wolfgang Korngold

- Nominalizare: Cel mai bun film